# Kirchenprovinz Rom
Die Kirchenprovinz Rom ist die einzige Kirchenprovinz der Region Latium der römisch-katholischen Kirche in Italien.
Zur Kirchenprovinz Rom gehören das Bistum Rom als Metropolitansitz und die sieben suburbikarischen Bistümer als Suffragansitze.
Nicht zu der Kirchenprovinz Rom gehören dagegen die übrigen Bistümer der Kirchenregion Latium, die immediat, also ohne Zuordnung zu einer Kirchenprovinz, direkt dem Heiligen Stuhl unterstellt sind.
Metropolit der Kirchenprovinz Rom ist der jeweilige Bischof von Rom, seit dem 8. Mai 2025 Papst Leo XIV.

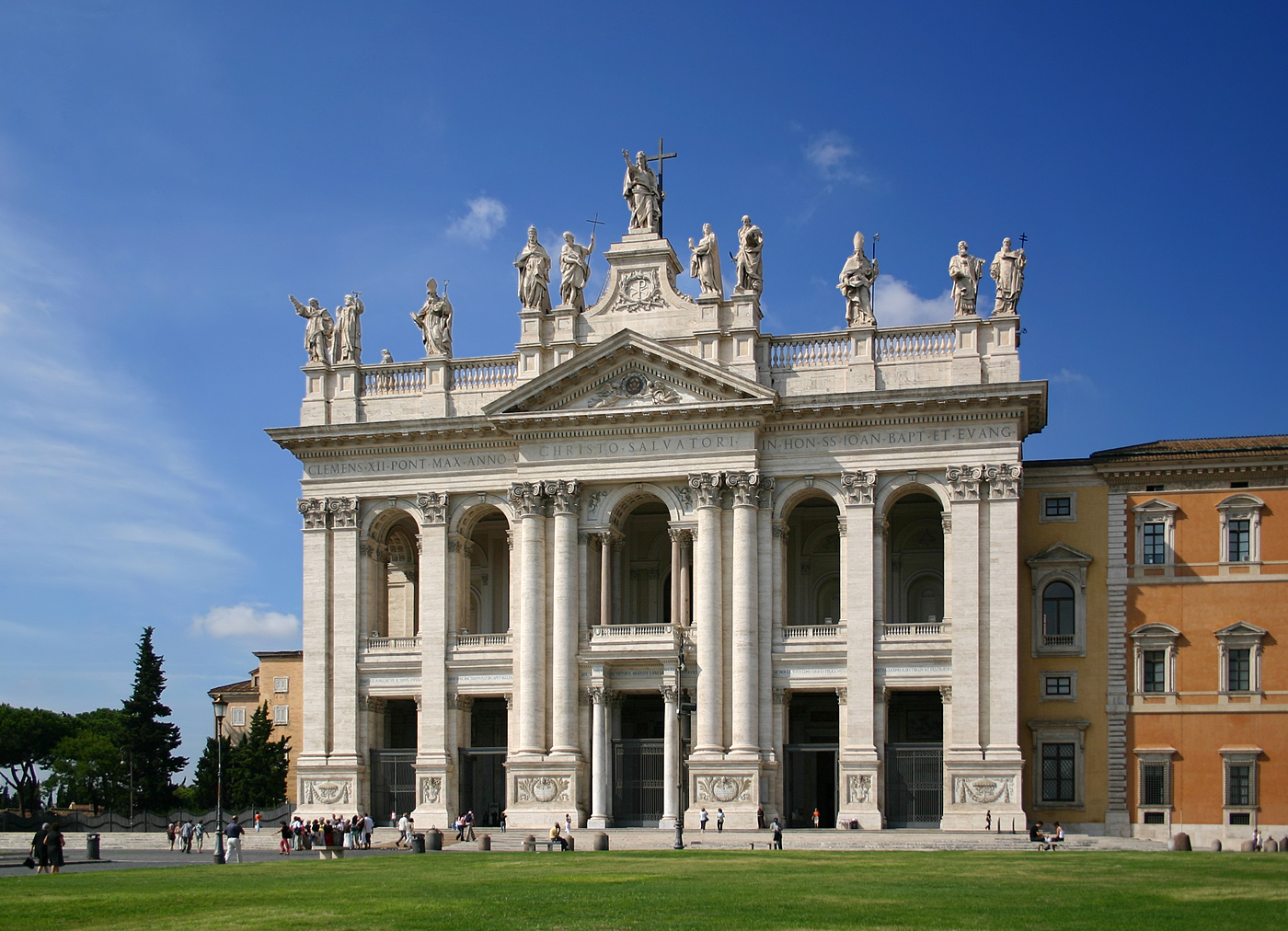
Die Lateranbasilika, Kathedrale von Rom

## Gliederung
Organisation der Kirchenprovinz Rom seit 1981:
- Bistum Rom

1. Bistum Albano
2. Bistum Frascati
3. Bistum Ostia
4. Bistum Palestrina
5. Bistum Porto-Santa Rufina
6. Bistum Sabina-Poggio Mirteto
7. Bistum Velletri-Segni